# Euctenurapteryx jesoensis
Euctenurapteryx jesoensis là một loài bướm đêm trong họ Geometridae.